# Lipotactes proximus
Lipotactes proximus är en insektsart som beskrevs av Andrej Vasiljevitj Gorochov 1996. Lipotactes proximus ingår i släktet Lipotactes och familjen vårtbitare. Inga underarter finns listade i Catalogue of Life.